# Lasiini
Lasiini is een geslachtengroep van mieren in de onderfamilie Formicinae.

## Geslachten
- Acropyga Roger, 1862
- Anoplolepis Santschi, 1914
- Cladomyrma Wheeler, 1920
- Lasiophanes Emery, 1895
- Lasius Fabricius, 1804 - Kleine schubmieren
- Myrmecocystus Wesmael, 1838
- Prolasius Forel, 1892
- Stigmacros Forel, 1905
- Teratomyrmex McAreavy, 1957